# Hudhud
Hudhud é uma tradição de canções narrativas da região de Ifugao, na ilha de Luzón, no norte das Filipinas. Ifagao é conhecida pelos seus arrozais cultivados em terraços nas montanhas. Esta tradição é praticada durante o plantio e a colheita de arroz, bem como em funerais e rituais funerários. O hudhud provavelmente data de antes do século VII e consiste em mais de 200 histórias de 40 episódios cada. A recitação completa dura vários dias.

## Importância cultural
Como Ifugao tem uma cultura matrilinear, geralmente é a esposa que lidera a história nessas histórias, e o seu irmão ocupa uma posição superior à do marido. Assim, o hudhud tem valor como documento antropológico. A linguagem das histórias, rica em expressões figurativas e repetições, recorre a metonímias, metáforas e onomatopeias, o que torna a transcrição muito difícil. Existem muito poucos traços escritos desta tradição. As histórias evocam heróis antigos, direito consuetudinário, crenças religiosas, práticas tradicionais e refletem a importância do cultivo de arroz. Os narradores, principalmente as mulheres mais velhas, ocupam lugares importantes na comunidade, tanto como sacerdotisas como como detentores da história. Os épicos hudhud são alternadamente cantados pelo primeiro recitador e pelo coro, de acordo com um único método para todos os versos.
A conversão de Ifugao ao catolicismo enfraqueceu sua cultura tradicional. Além disso, o hudhud foi associado à colheita manual de arroz, e essa tarefa agora é mecanizada. Embora os campos de arroz em terraços estejam inscritos na Lista do Património Mundial, sob a designação "Arrozais em terraços das Cordilheiras das Filipinas", o número de camponeses está constantemente em queda. Os últimos recitadores já são muito velhos e precisam de apoio em seus esforços para transmitir seus conhecimentos e sensibilizar os jovens.
Em 2008 a UNESCO integrou o "Hudhud, relatos cantados dos Ifugao" na lista representativa do Património Cultural Imaterial da Humanidade